# 굿바이 마이 스마일
"굿바이 마이 스마일"은 2011년에 개봉한 대한민국의 영화이다.

## 캐스팅
- 윤승아 : 하린 역
- 조상근 : 상근 역
- 정호영 : 호영 역
- 배진아 : 이민 역
- 성민서 : 준민 역
- 이돈우 : 지운 역
- 송유하 : 고진 역
- 허혜리 : 지은 역
- 김진근 : 외삼촌 역
- 박정곤 : 하린아파 역
- 김금미 : 하린엄마 역
- 김지혜 : 지혜 역
- 손승범 : 트랜스포머 남 역
- 진태현 : W버거 직원 역
- 박창희 : 맨소래담 남
- 김윤승 : 영어강사 역